# Kuwait Investment Authority
El Kuwait Investment Authority (KIA) es el fondo soberano de inversión de Kuwait (el primero en el mundo), es una entidad gestora, que se especializa en la inversión local y extranjera. Fue fundado para gestionar los fondos del Gobierno de Kuwait a la luz de los excedentes financieros después del descubrimiento de petróleo.
Hoy en día, el KIA administra el Kuwait General Reserve Fund, el Kuwait Future Generations Fund, así como cualquier otro activo comprometido con el Ministerio de Hacienda.
Para poner el tamaño del KIA en perspectiva, el Kuwait Future Generations Fund tiene el 10% de los ingresos anuales del petróleo añadidos a él. A partir del año fiscal 2004/2005, la contribución anual del Kuwait Future Generations Fund tenía un valor de 896,24 millones de dinares kuwaitíes (USD 3,07 mil millones dólares).
El Consejo de administración de KIA está encabezado por el ministro de Finanzas, con asientos asignados al Ministro de Energía, el gobernador del Banco Central de Kuwait, el subsecretario del Ministerio de Finanzas, y otros 5 nacionales que son expertos en la materia, de los cuales 3 no deberían ocupar ningún otro cargo público.
KIA estima que poseen más de $ 200 millones de dólares en activos, e informó que es uno de los mayores fondos soberanos del mundo.
Algunas de las inversiones en el mundo son:
- Finance House - con una participación del 24,1% adquirida
- Arab Insurance - con una participación del 12,5% adquirida
- Daimler AG - con una participación del 7,6% adquirida
- Citigroup - con una participación del 6,0% adquirida

## Historia
La importancia del petróleo como fuente de ingresos del estado llevó a sus gobernantes a darse cuenta de su potencial para promover el desarrollo sostenible y el bienestar de la población de Kuwait en el futuro. Uno de ellos fue el Sheikh Abdullah Al-Salem Al-Sabah quien en febrero de 1953 estableció la Kuwait Investment Board (KIB) con sede en la City de Londres, con el mandato de invertir los excedentes de los ingresos petroleros y reducir la dependencia de Kuwait en un único recurso finito.
Tras el nacimiento de Kuwait como nación soberana independiente en 1961, se introdujo un paradigma moderno de inversión para asegurar el crecimiento sostenible de una nación joven, incluyendo los principios básicos de inversión que más tarde se convertirían en el Future Generations Fund. Unos años después, en 1965, Kuwait adoptó una política de diversificación de activos y carteras, lo que llevó a que la KIB fuera reemplazada por la Kuwait Investment Office (KIO).
En 1976, el Emir de Kuwait, Yaber Al-Ahmad Al-Yaber Al-Sabah, emitió un decreto que creaba el Reserve Fund for Future Generations (FGF) como plataforma de ahorro intergeneracional para el Estado de Kuwait, asignando un mínimo del diez por ciento de los ingresos anuales del Estado a esta plataforma.
Conforme Kuwait continuaba creciendo como nación, se desarrolló un nuevo mecanismo para gestionar todos los fondos de reserva del Estado. Así se estableció en 1982 el Kuwait Investment Authority (KIA) como organización matriz de la KIO. Las principales funciones de la KIA incluyen la gestión de las reservas del Estado, el FGF y cualquier otro fondo que el ministro de Finanzas confíe a la KIA.
El Consejo de Administración de KIA está presidido por el ministro de Finanzas, con otros puestos asignados al Ministro de Energía, el Gobernador del Banco Central de Kuwait, el Subsecretario del Ministerio de Finanzas y otros 5 nacionales expertos en la materia, 3 de los cuales no deben ocupar ningún otro cargo público.
El regulador chino concedió a Kuwait Investment Authority una cuota adicional de 700 millones de dólares, además de los 300 millones concedidos en marzo de 2012. La cuota es la más alta concedida por China a entidades de inversión extranjeras.
Kuwait Investment Authority tiene una rama de infraestructuras y firmó un acuerdo para adquirir la empresa de oleoductos y gasoductos North Sea Midstream Partners Limited por aproximadamente 1.300 millones de libras esterlinas en 2018.

## Organización
La Kuwait Investment Authority realiza sus operaciones a través de múltiples filiares distribuidas por todo el mundo de las que KIA es la matriz.
 En Europa la Kuwait Investment Office (KIO) actúa como la filial de KIA y tiene su sede en Londres.